# Étude pour la Madone au chat
Vous lisez un « bon article » labellisé en 2019.
L'Étude pour la Madone au chat (en italien : Studio per la Madonna del gatto) est un ensemble de deux dessins du peintre florentin Léonard de Vinci, réalisés vers 1480, figurant au recto et au verso d’une feuille de papier actuellement conservée au British Museum de Londres après avoir fait partie de la collection du prince Nicolas Esterházy.
Elle s’inscrit dans une série de travaux de l’artiste sur ce thème, composée d’au moins cinq autres pièces. Avec celui sur une feuille conservée à la galerie des Offices (nommée par le musée Vierge à l’Enfant caressant un chaton), les deux dessins de l’Étude pour la Madone au chat du British Museum sont les plus aboutis de Léonard de Vinci sur ce sujet.

## Description

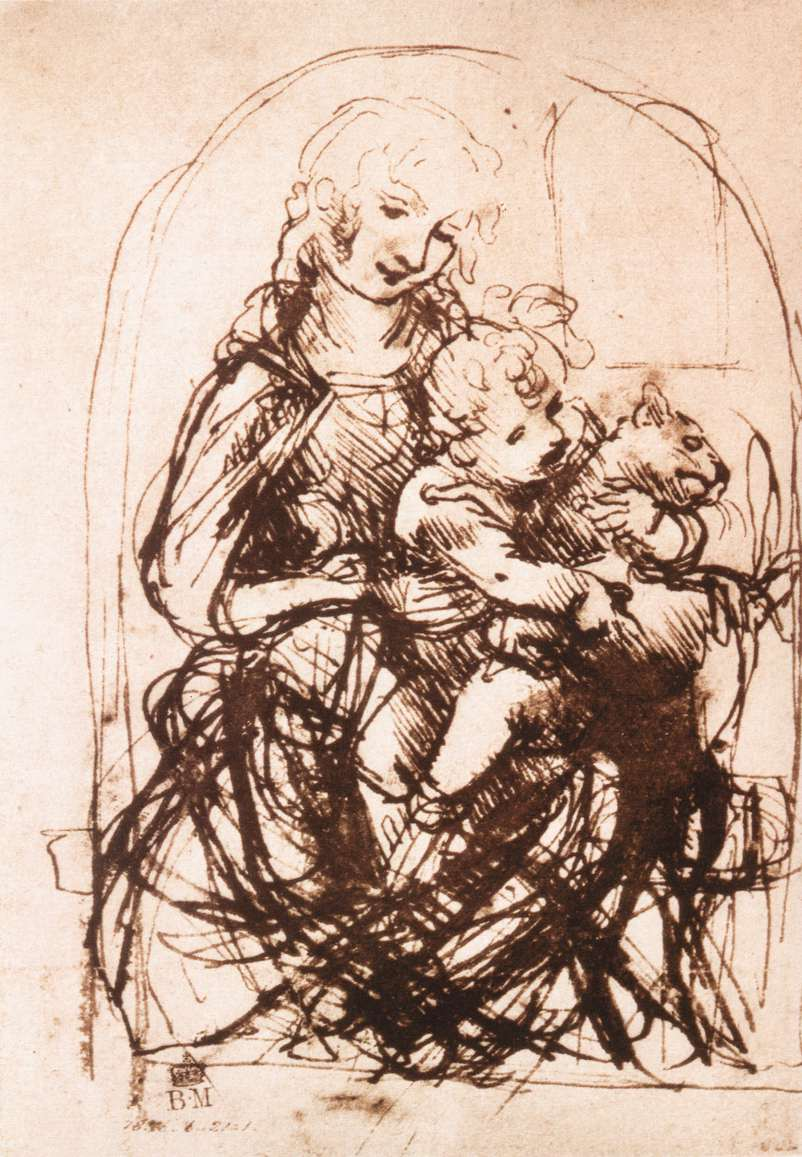
Recto de la feuille conservée au British Museum.

L’œuvre est constituée de deux dessins réalisés à la plume et à l’encre brune, sur tracé préparatoire au style, avec lavis brun au verso. Léonard de Vinci les a probablement dessinés lorsqu’il travaillait sur L’Adoration des mages.
Les deux dessins — figurant de part et d’autre (recto et verso) d’une feuille de papier de 13 × 9,4 cm — représentent, dans un cadre arqué, la Vierge tenant dans ses bras l’Enfant enlaçant un chat. Dans le dessin situé au verso, la tête de la Vierge est représentée dans deux positions différentes — ce que l’on voit fréquemment dans les dessins de Verrocchio et de ses disciples — autour d’une position centrale représentée par un simple tracé du contour. En regardant à travers la feuille, on constate que la plupart des contours dessinés sur une face suivent parfaitement ceux de l’autre face.
La Vierge et l’Enfant sont étroitement enfermés dans un arc et, au recto, une fenêtre est dessinée en haut à droite, à côté de la tête de Marie. Ce choix de composition fait penser à la Madone Benois, peinte vers la fin des années 1470 (vraisemblablement peu de temps avant ces dessins).
Les deux compositions sont dominées par la forte diagonale établie par la position des têtes des protagonistes. L’interaction entre l’enfant et l’animal se caractérise par l’impression que le chat donne de vouloir échapper à l’étreinte étouffante du Christ.
Au recto, la moitié supérieure du dessin est bien plus intelligible que la moitié inférieure, la recherche par l’artiste d’une position satisfaisante des jambes de la Vierge se traduisant par un enchevêtrement de lignes.
Léonard de Vinci a ensuite retourné la feuille de papier et, en la tenant à la lumière, a sélectionné sur le verso de la feuille les contours préférés du dessin qu’il venait de réaliser au recto. La composition n’est pas seulement inversée mais aussi légèrement modifiée pour la rendre plus équilibrée (position des jambes et de la tête de la Vierge en particulier). Bien que la conception soit plus résolue de ce côté-ci que de l’autre, Léonard de Vinci a continué à explorer différentes idées, comme dans le cas des trois positions de la tête de la Vierge (la position centrale est tracée à partir du recto), les solutions préférées de l’artiste étant mises en évidence par une touche finale de lavis brun qui clarifie les contours et obscurcit, au moins dans une certaine mesure, les diverses altérations.
Dans la série de travaux de Léonard de Vinci sur ce thème, le dessin au verso est l’un des plus résolus. Il s’agit donc probablement de l’un des plus récents.

## Autres dessins préparatoires
Léonard de Vinci a réalisé au moins cinq autres dessins — ou ensembles de dessins — sur le thème de la Vierge à l’Enfant jouant avec un chat (ou le tenant dans ses bras), parmi lesquels :
- une feuille de 12,5 × 11 cm, composée de deux dessins sur ce thème (un sur chaque face), est conservée au Cabinet des dessins et des estampes de la galerie des Offices de Florence sous le numéro d’inventaire 421 E[N 1]. Là encore, le dessin au verso a été réalisé en suivant, par transparence, les contours de celui au recto (nonobstant quelques modifications) : les lignes dessinant les hanches, les pieds, la jambe droite levée, le bras gauche avec la main ouverte tenant le chat — imperceptible dans ce dessin —, correspondent dans une large mesure. Il se distingue en particulier du dessin au recto par la présence de trois positions de la tête de l’Enfant (celle de droite, tournée vers sa mère, a été dessinée par transparence), donnant l’illusion d’une rotation[3]. De l’avis de Bernard Berenson, le dessin au recto est « de loin le plus beau [de ses] dessins pour la Madone au chat »[N 2],[4],[5] ;
- un dessin se trouve au musée Bonnat-Helleu de Bayonne[6] ;
- deux feuilles constituées de dessins sur leurs deux faces se trouvent au British Museum[N 3] :
  - l’une de ces feuilles est conservée sous le numéro d’inventaire 1860,0616.98. Le recto est constitué de deux dessins de Vierge à l’Enfant avec un chat et de trois dessins de l’Enfant avec un chat. Sur le verso figure le dessin d’une jeune femme avec une licorne[7],
  - l’autre feuille est conservée sous le numéro d’inventaire 1857,0110.1. Son côté recto est constitué de trois dessins de l’Enfant avec un chat et d’un dessin de chat. Au verso se trouvent un dessin de l’Enfant (seul), un de Vierge à l’Enfant avec un chat, et un de chat (seul)[8] ;
- un dessin (Bodmer 125 ; BB 1045A), précédemment détenu par la fondation Martin Bodmer, a été vendu par celle-ci, le 23 janvier 2002 à New York[9], à la collection privée d’Arthur Hungerford Pollen[N 4], située à Londres[1].

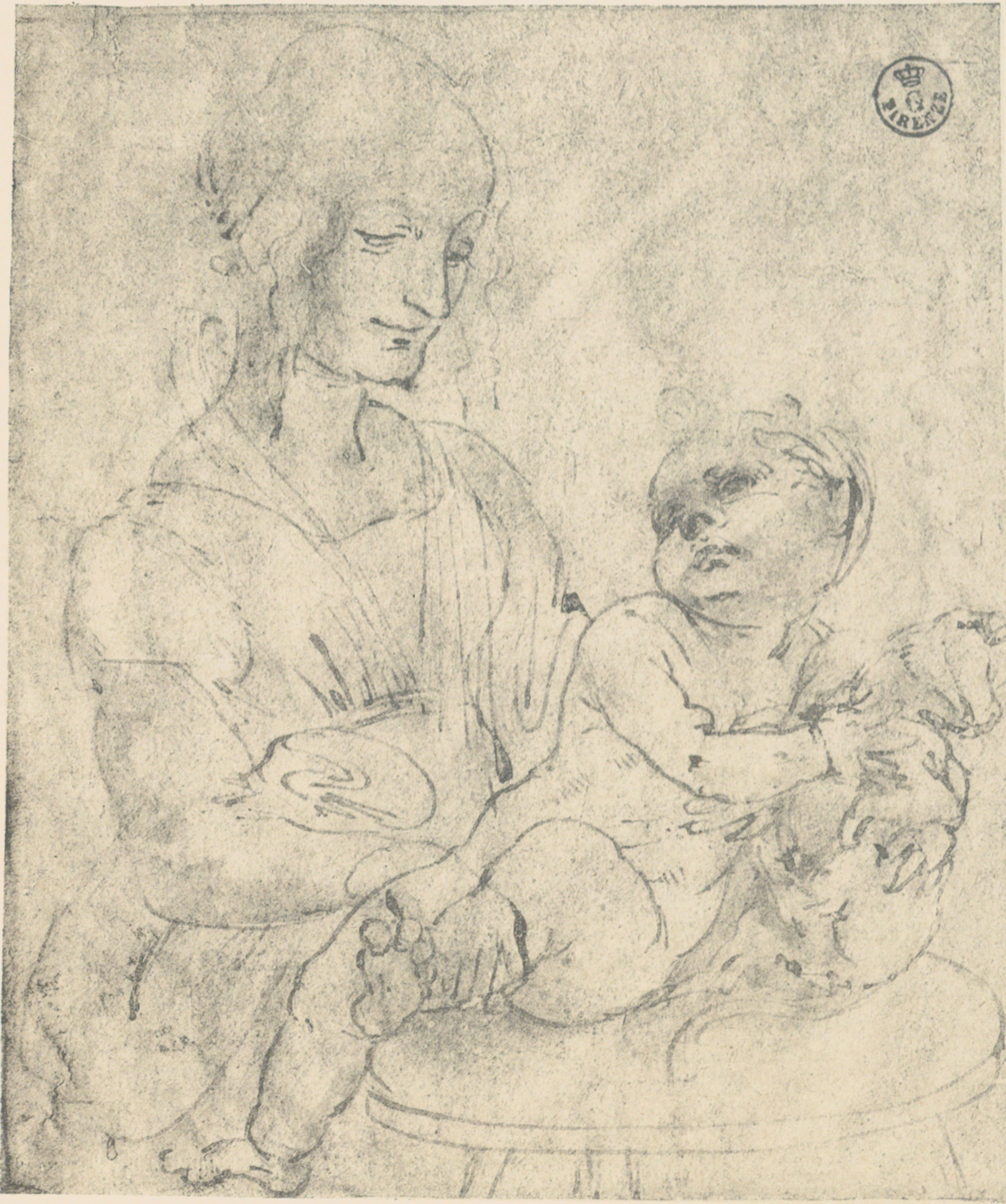
Vierge à l’Enfant caressant un chaton. Dessin au recto de la feuille conservée à la galerie des Offices.
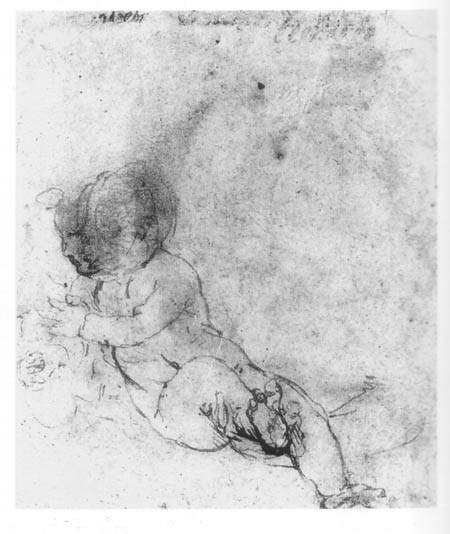
Vierge à l’Enfant caressant un chaton. Dessin au verso de la feuille conservée à la galerie des Offices.
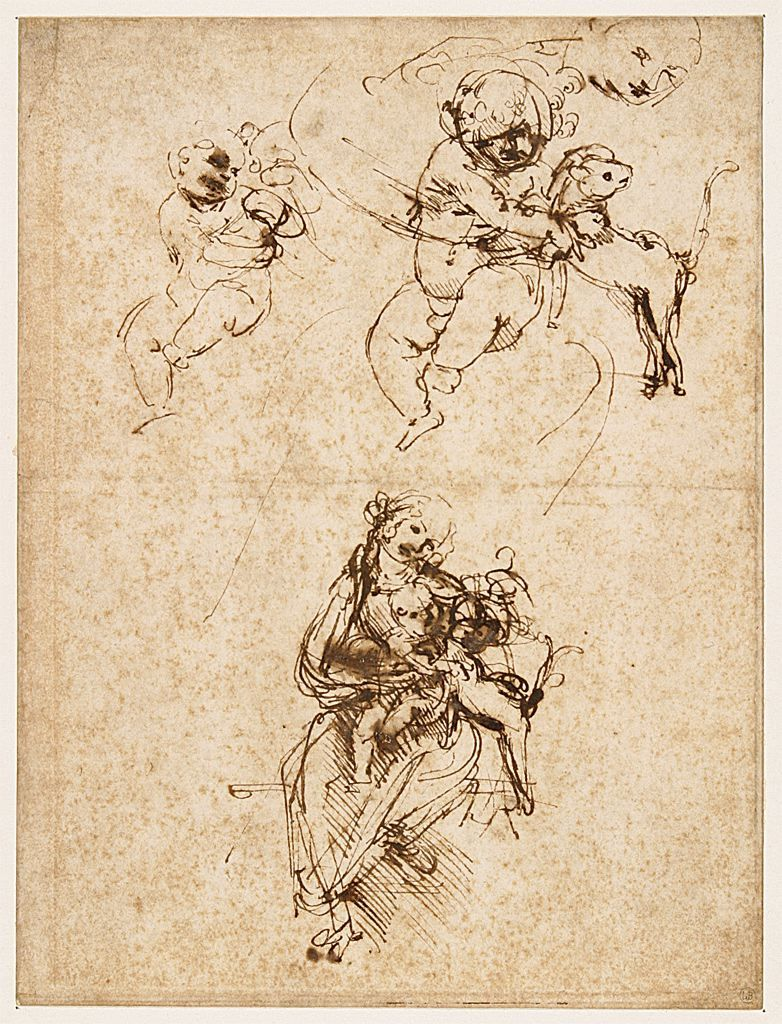
Dessin de Vierge à l’Enfant jouant avec un chat, conservé au musée Bonnat-Helleu.
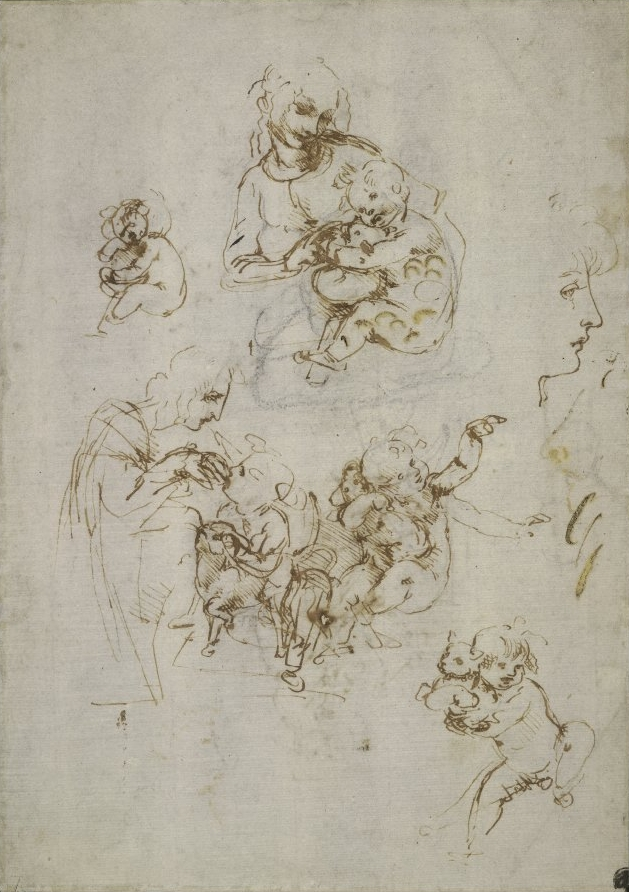
Dessins figurant au recto de la feuille conservée au British Museum sous le numéro d’inventaire 1860,0616.98.
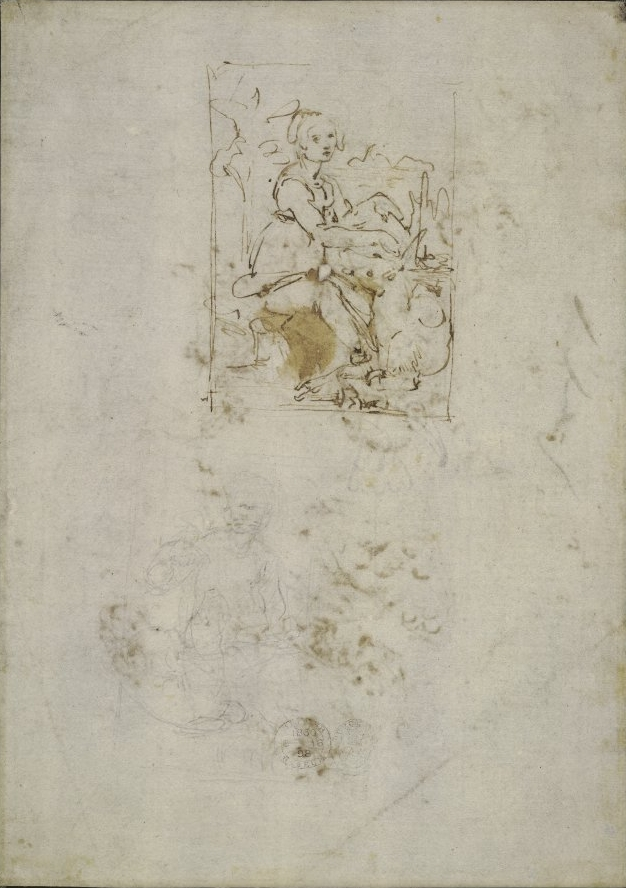
Dessin d’une jeune femme avec une licorne figurant au verso de la feuille conservée au British Museum sous le numéro d’inventaire 1860,0616.98.
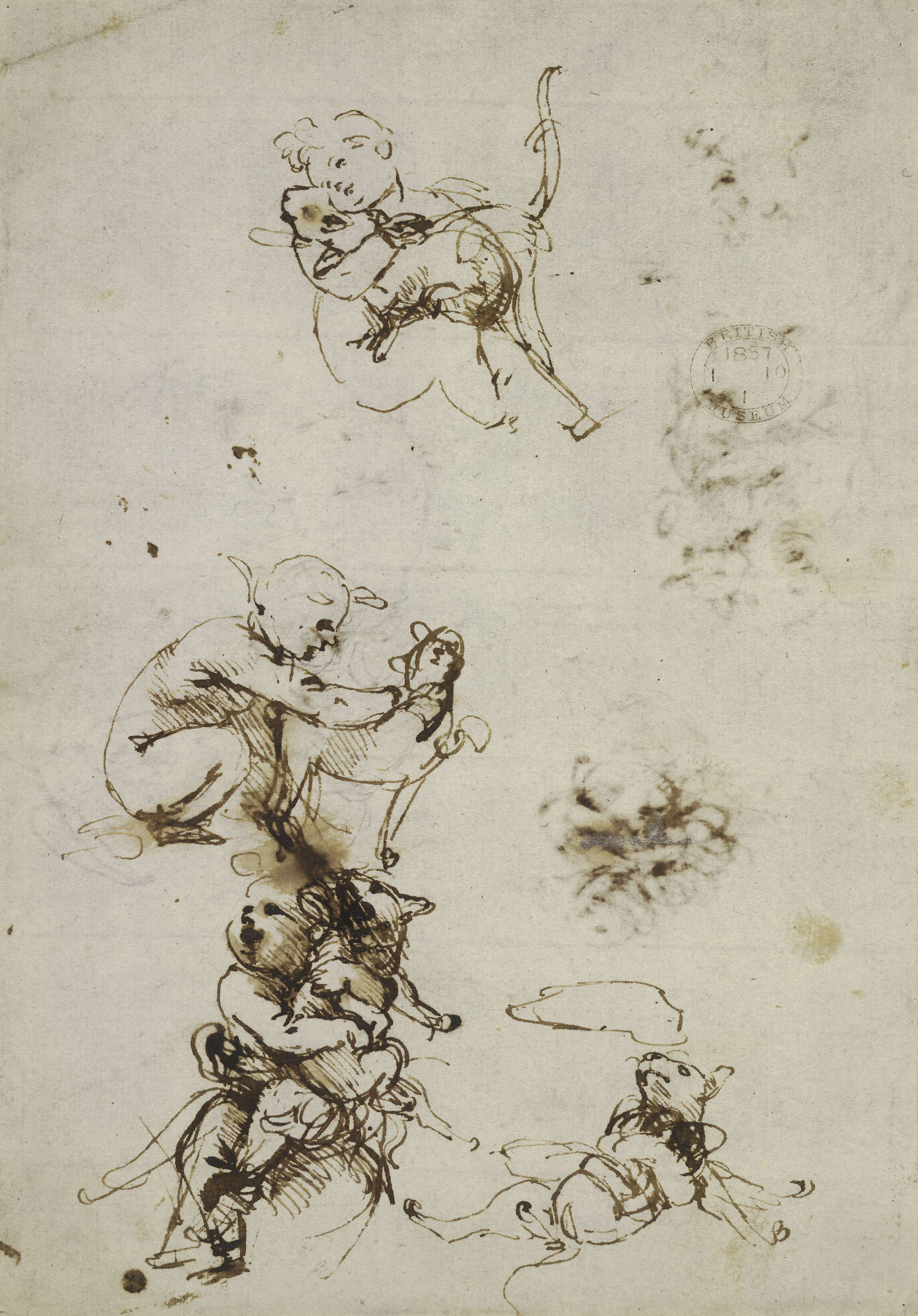
Dessins figurant au recto de la feuille conservée au British Museum sous le numéro d’inventaire 1857,0110.1.
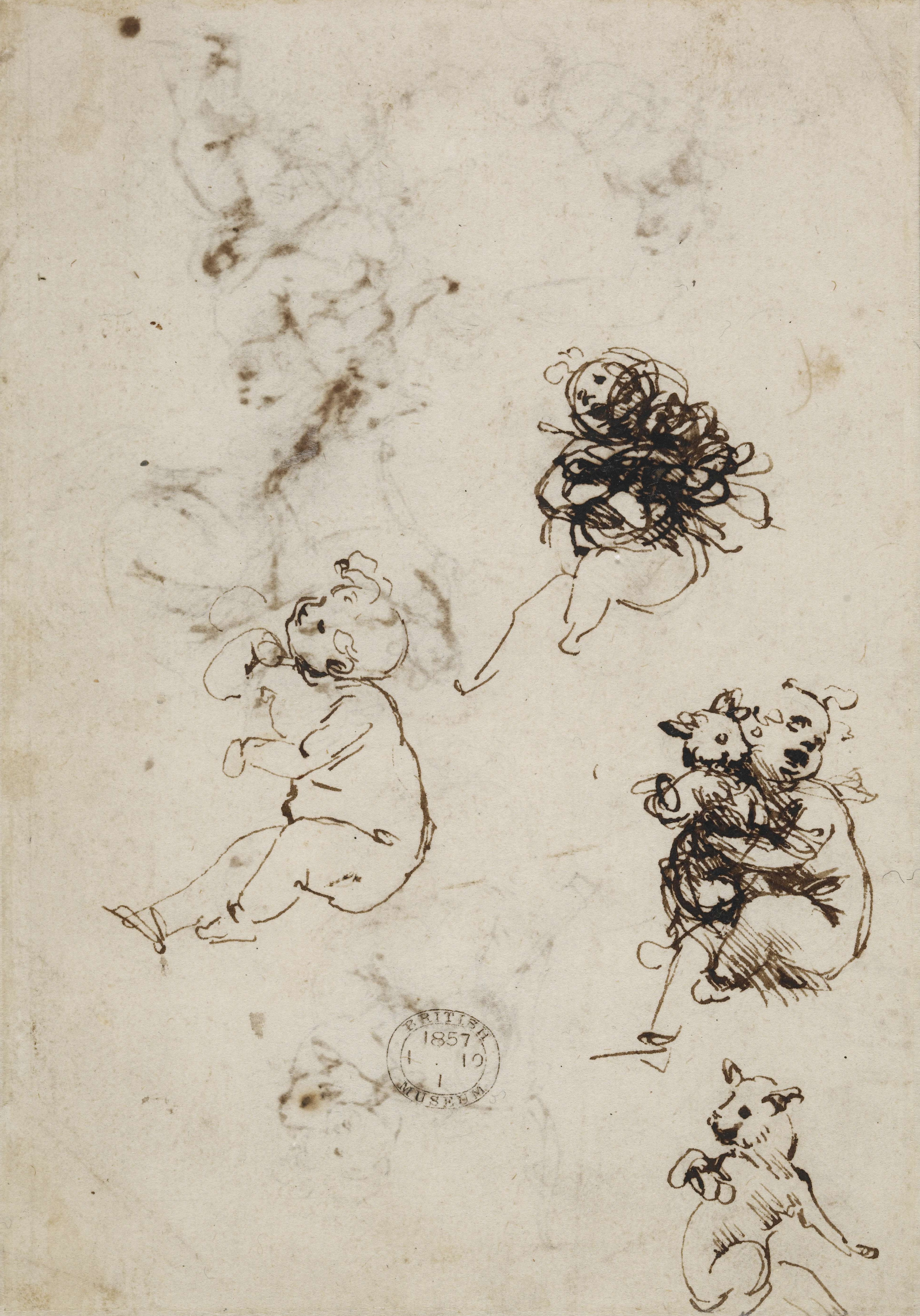
Dessins figurant au verso de la feuille conservée au British Museum sous le numéro d’inventaire 1857,0110.1.
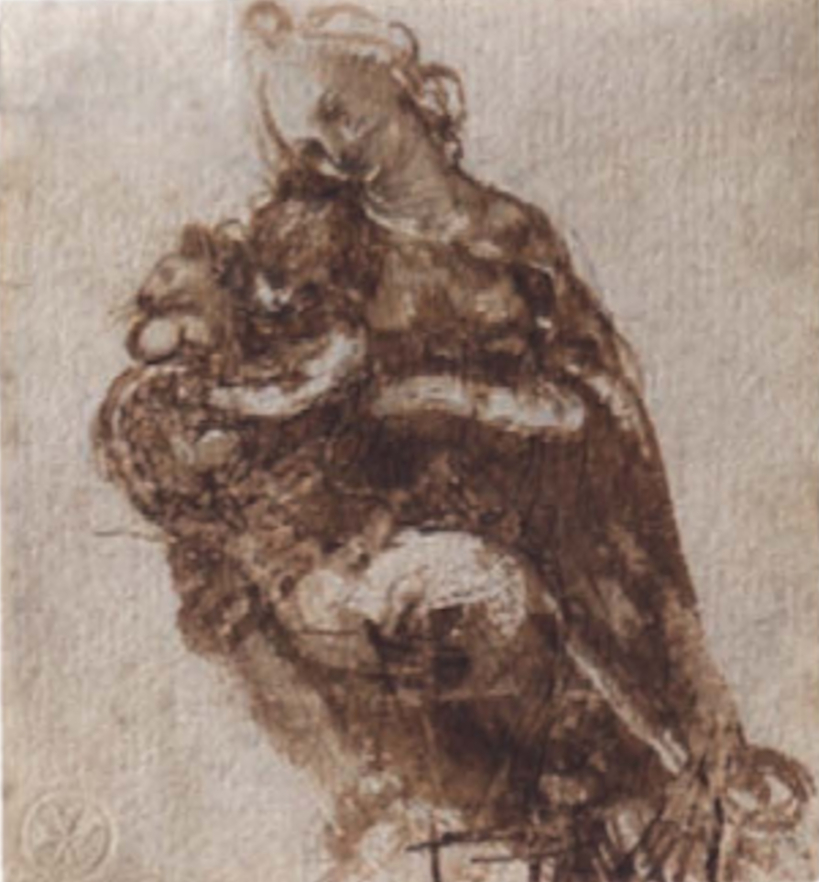
Vierge à l’Enfant tenant un chat (collection privée d’Arthur Hungerford Pollen, Londres).

Une feuille de 20,2 × 15,1 cm constituée de quatre dessins longtemps attribués à Léonard de Vinci (dont un dessin de la Vierge avec deux enfants, l’un d’eux jouant avec un chat) fait partie de la Royal Collection. Selon Berenson, cependant, ces dessins sont des imitations.

## Importance du chat
Le choix de représenter la Vierge et l’Enfant en compagnie d’un chat peut sembler insolite ; l’agneau, par exemple, est un symbole chrétien plus évident. En fait, cela vient sans doute en partie d’une légende selon laquelle un chat serait né en même temps que le Christ. De plus, Léonard de Vinci portait un certain intérêt aux chats, dont il disait : « Le plus petit des félins est un chef-d’œuvre. » Il existe plusieurs dessins témoignant de cet intérêt, notamment son Étude du mouvement des chats.

## Historique des acquisitions
La feuille était détenue par Anthony de Poggi. En 1810, à Paris, il la vend à Nicolas II Esterházy, qui y appose son sceau. En 1855, cette marque est presque entièrement effacée par un « P. » caractéristique des dessins volés à la collection Esterházy, après que Joseph Altenkopf (de), directeur d’une de ses galeries, a vendu la feuille, directement ou indirectement à Giovanni Battista Cavalcaselle. L’année suivante, elle est acquise pour 45 £ par le British Museum, qui à son tour y appose son sceau. Elle figure dans les collections sous le numéro d’inventaire 1856,0621.1.

## Œuvres inspirées de ces dessins
On ne connait aucun tableau de Madone au chat par Léonard de Vinci. En revanche, certaines œuvres sont manifestement inspirées de ses dessins préparatoires sur ce thème.
La plus notoire est sûrement Sainte Anne, la Vierge et l'Enfant Jésus jouant avec un agneau, où l’Enfant agit avec l’agneau un peu comme il agit avec le chat dans les dessins.
La Madone aux fuseaux, aujourd’hui disparue, est également le fruit de ces travaux.
La Vierge à l'Enfant avec l'agneau, attribuée au peintre léonardesque Hernando de los Llanos, s’inspire largement de ces dessins. Une radiographie du tableau a révélé que l’artiste avait commencé par peindre un chat, ensuite remplacé par un agneau.
Léonard de Vinci a également continué à explorer sur papier les thèmes de ces travaux. Sainte Anne, la Vierge, l'Enfant Jésus et saint Jean-Baptiste enfant en est probablement l’exemple le plus remarquable.
Les estimations actuelles étant incertaines à ce sujet, il est aussi possible que la Madone Benois découle directement de ces dessins et non qu’elle les ait inspirés. En effet, les similitudes entre ces œuvres sont importantes et Léonard de Vinci pourrait avoir abandonné son idée de faire figurer un chat dans le tableau.

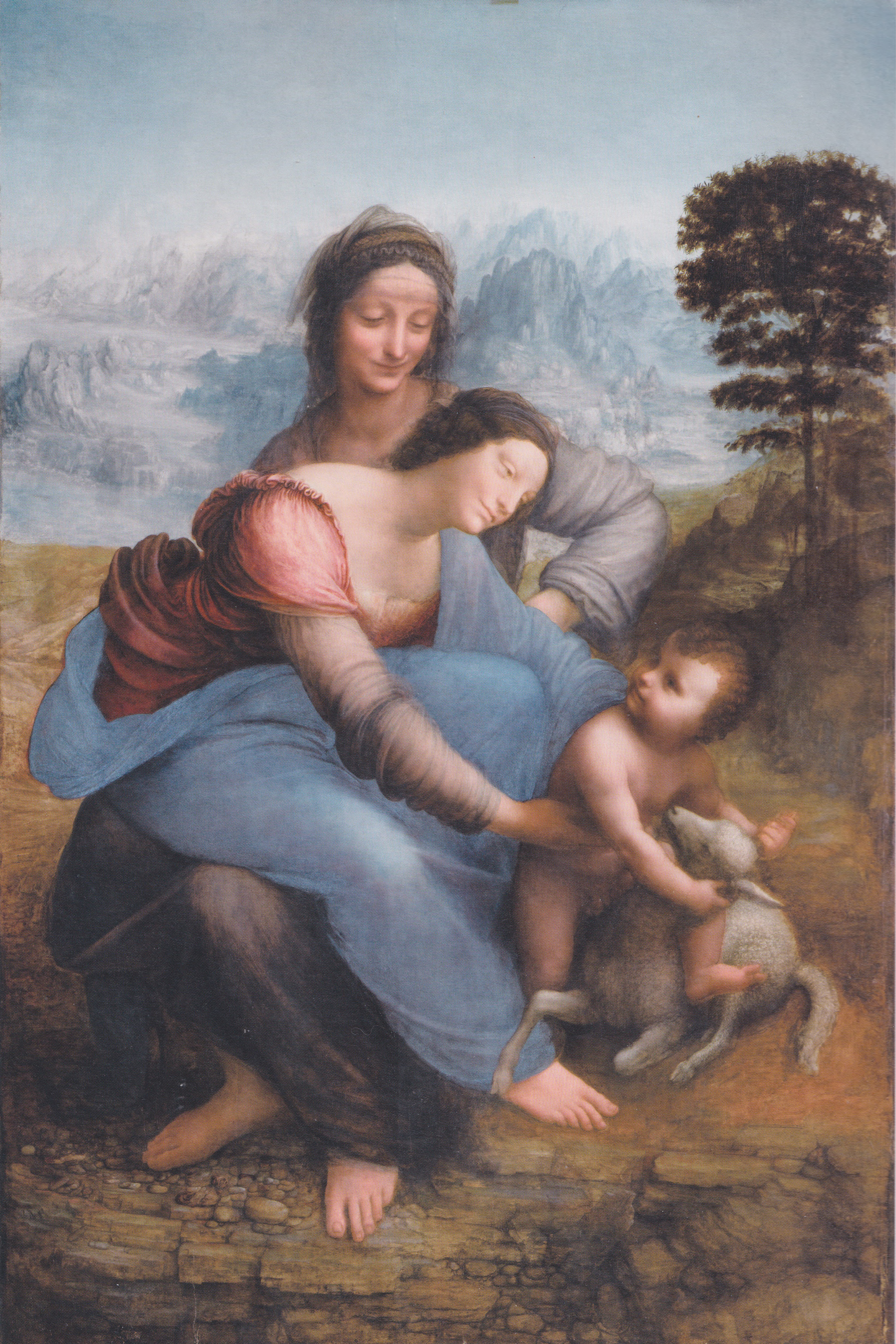
Léonard de Vinci, Sainte Anne, la Vierge et l’Enfant Jésus jouant avec un agneau, musée du Louvre, Paris.
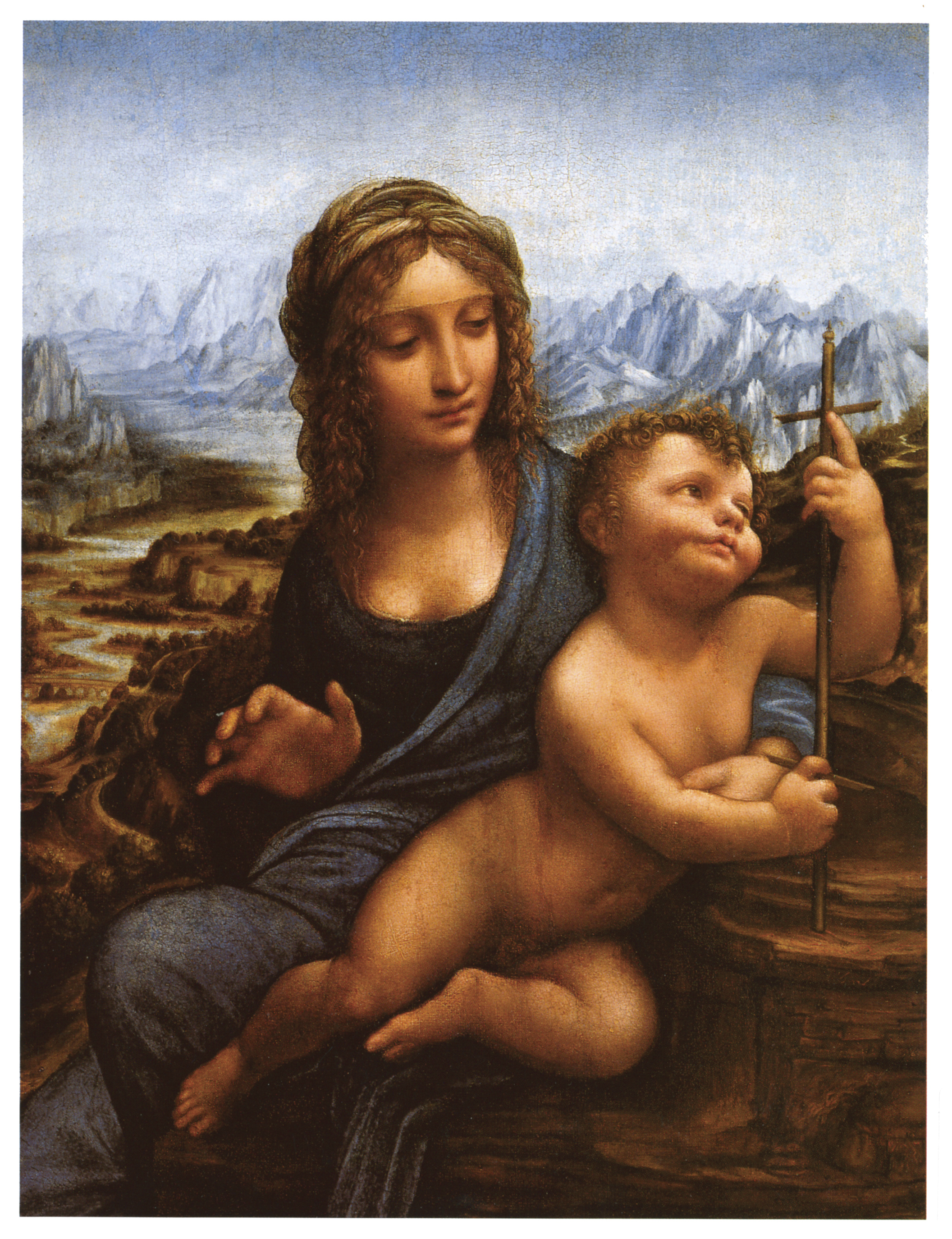
Copie de La Madone aux fuseaux réalisée sous la direction de Léonard de Vinci mais peinte en grande partie par un autre artiste, collection privée, New York.
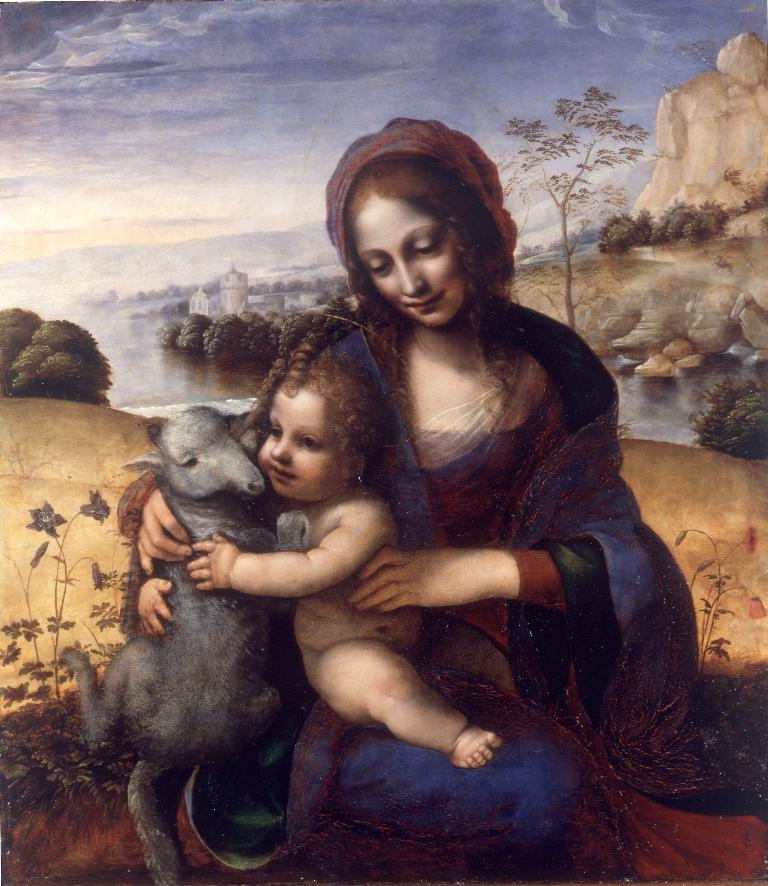
La Vierge à l’Enfant avec l’agneau, attribuée à Hernando de los Llanos, pinacothèque de Brera, Milan.
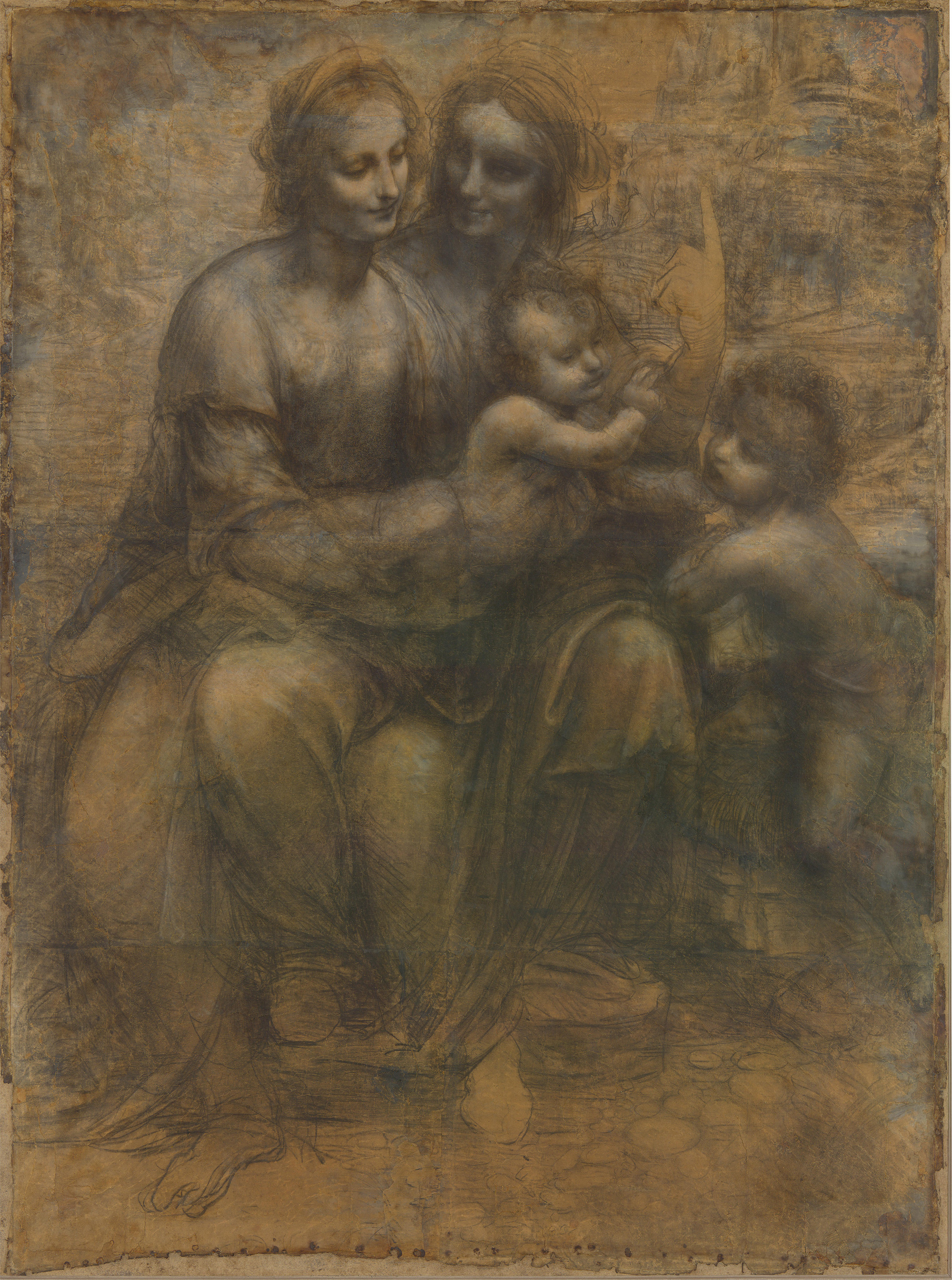
Léonard de Vinci, Sainte Anne, la Vierge, l’Enfant Jésus et saint Jean-Baptiste enfant, National Gallery, Londres.
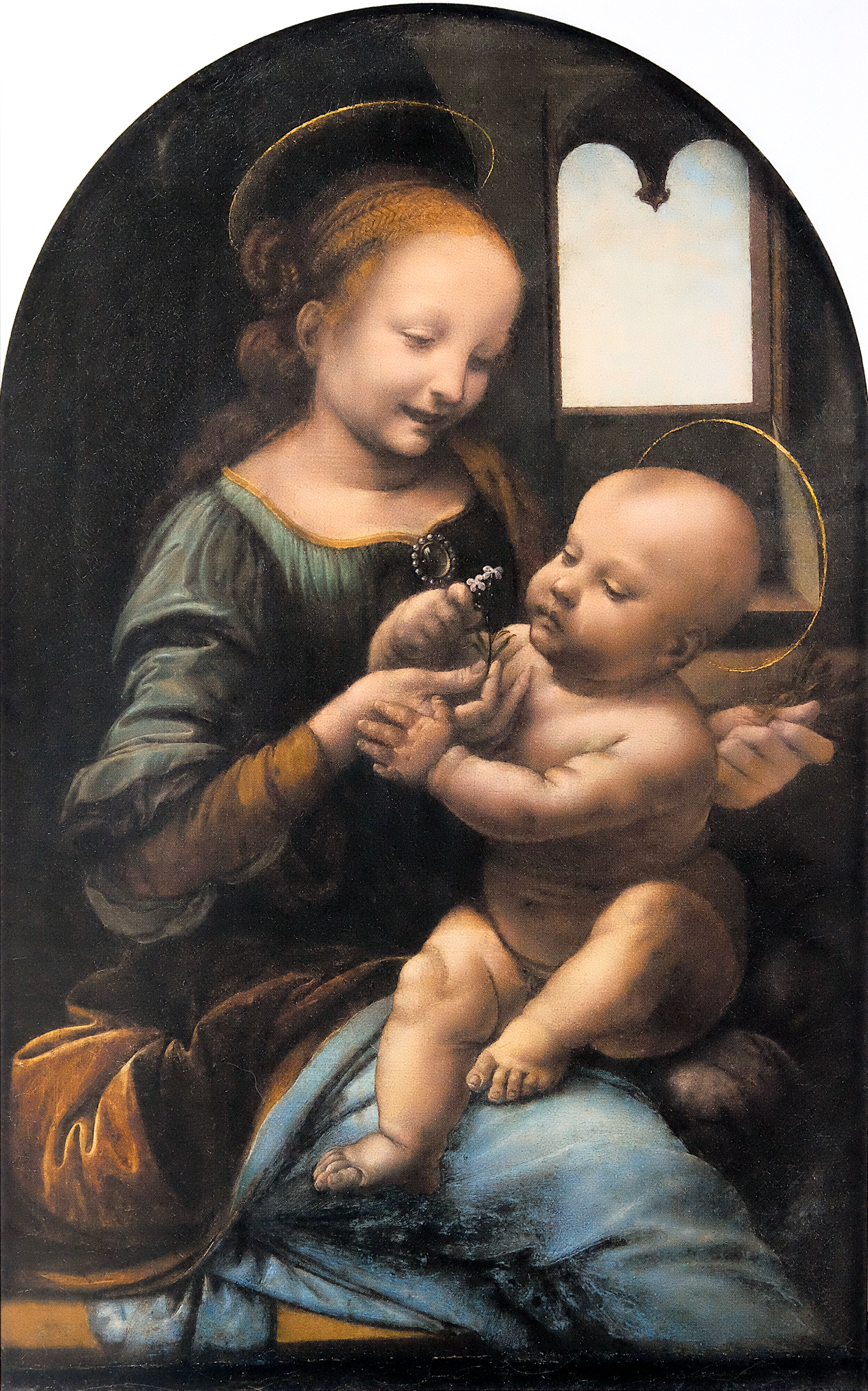
Léonard de Vinci, Madone Benois, musée de l'Ermitage, Saint-Pétersbourg. Ce tableau date de la même période que les dessins.

## FausseMadone au chat
Le thème de la « Vierge à l’Enfant jouant avec un chat » n’est présent dans aucun tableau connu de Léonard de Vinci, ce qui n’a pas manqué de provoquer des débats. En 1939, un tableau (de 58 × 43 cm) ressemblant fort à ce que pourrait être cette Madone au chat fait son apparition dans l’exposition de la Triennale de Milan tenue au château des Sforza, avant de disparaître dès la fin de celle-ci. Le tableau ne refait surface qu’en octobre 1990, quelques jours après la mort de son auteur, Cesare Tubino. Sa Madone au chat est découverte accrochée dans sa chambre à coucher.
Dans son testament, Tubino déclare qu’il en est l’auteur et qu’en 1939, il avait exposé son faux pour protester contre la lourde censure qu’exerçait le régime fasciste sur l’art. Le faux était très habilement réalisé — craquelures, dépôts de fumée de bougie, faux signes d’anciennes restaurations —, tant et si bien que l’expert du ministère de la Culture, Giorgio Nicodemi, l’avait déclaré authentique.
La famille du défunt faussaire a hérité du tableau et a décidé de ne pas s’en séparer.